# 渓月院
渓月院（けいげついん）は、山口県光市小周防新宮にある寺院。大庵須益大和尚の開基と伝えられる。

## 前後の札所
中国四十九薬師霊場
22 大願寺 -- 23 渓月院 -- 24 法瀧院